# 40 км (зупинний пункт, Полтавська дирекція Південної залізниці)
40 кілометр — пасажирський залізничний зупинний пункт Полтавської дирекції Південної залізниці.
Розташований неподалік від села Біленченківка, Гадяцького району, Полтавської області на лінії Лохвиця — Гадяч імені Сергієнка Миколи Івановича між станціями Венеславівка (18 км) та Гадяч імені Сергієнка Миколи Івановича (1 км).
На зупинному пункті зупиняються приміські електропоїзди.